# منصور نمری
ابوالفضل منصور نَمَری یا نُمِیری (؟ -۸۰۴م) (نسب: منصور بن سَلَمه بن زبرقان، سعدی خزرجی) شاعر عراقی در سدهٔ دوم هجری بود. او را از شاگردان عمرو بن کلثوم عتابی دانسته‌اند، از این راه به فضل بن یحیی برمکی نیز پیوست و نزد هارون‌الرشید نیز جایگاهی یافت. نمری به تشیع گرایش داشت. فنون شعری اش مدح و هجو، غزل و وصف است. اشعارش در مدح اهل بیت مشهور است. 